# William Linn McMillen
Le docteur William Linn McMillen (18 octobre 1829 – 8 février 1902) est un chirurgien américain, officier de l'armée, agriculteur et législateur carpetbagger.

## Avant la guerre
Né et scolarisé à Hillsboro, dans l'Ohio, William L. McMillen est diplômé de l'université médicale de Starling en 1852.  McMillen sert comme chirurgien de l'armée russe pendant la guerre de Crimée et revient en Ohio en 1856(p382). Il pratique la médecine dans l'Ohio jusqu'en juillet 1862.

## Guerre de Sécession
Au déclenchement de la guerre de Sécession, il s'enrôle en tant que chirurgien du 1st Ohio Infantry le 17 avril 1861(p382). Il épouse Elizabeth I. King, née Neil, de Columbus, en Ohio le 18 avril 1861. Il est libéré une première fois du service des volontaires le 16 août 1861(p382). Il sert en tant que chirurgien général de l'État de l'Ohio en 1861-1862. Le 16 août 1862, il obtient une commission dans le 95th Ohio Infantry servant en tant que colonel(p382). Il est blessé à la main le 30 août 1862, à la bataille de Richmond(p382). Accusé de lâcheté au cours de l'engagement (dont environ la moitié des forces de l'Union impliquées ont été capturés), il est traduit en cour martiale, jugé et acquitté après la délibération.
Il reçoit le commandement de la première brigade de la troisième division du XVe corps de l'armée du Tennessee du 22 juin 1863 jusqu'au 3 août 1863(p382). II la commande de nouveau pendant un mois du 15 octobre au 15 novembre 1863(p382). Il commande ensuite la première brigade de la première division du XVIe corps de l'armée du Tennessee à compter du 26 janvier 1864 et le 5 décembre 1864, sa brigade est détachée au sein du département du Cumberland(p382).
Il mène sa brigade lors de la bataille de Nashville les 15 et 16 décembre 1864. Après la reddition du général confédéré Thomas Benton Smith et son désarmement au cours de l'engagement, McMillen aurait réprimandé le prisonnier désarmé et attaqué ensuite le général Smith avec l'épée de Smith (une source affirme « délibérément et à plusieurs reprises »), ce qui provoqua des lésions au cerveau suffisamment graves pour que Smith passe la plupart du reste de sa vie dans un hôpital pour aliénés de l'État. McMillen est breveté brigadier général en 1865, avec effet rétroactif à la date de la bataille. Il commande le district après la reddition de Robert E. Lee. Il prend le commandement de la première brigade de la première division du XVIe corps du département du golfe du 18 février au 20 juillet 1865(p382). Il rencontre à Meridian en juillet 1865 Newton Knight qui a commandé la compagnie de Knight, composée de déserteurs de l'armée confédérée(p176). Il quitte le service actif des volontaires le 14 août 1865(p382).

## Après la guerre
En juillet 1867, il est breveté major général des volontaires des États-Unis, avec effet rétroactif au 13 mars 1865(p382). Dans la chronique nécrologique de Smith, il est indiqué que lorsque le rôle de McMillen dans les blessures de Smith sont devenues de notoriété publique, il lui a été demandé de renoncer à son bureau du chapitre de La Nouvelle-Orléans de la grande armée de la république.
McMillen déménage en Louisiane, en 1866, et débute la création d'une plantation de coton. Républicain, il sert en tant que membre de la convention constitutionnelle de 1868, et en tant que sénateur de l'État en 1870-1872. En 1872 et 1873, il est élu en tant que sénateur des États-Unis par la législature « croupion » McEnery, mais n'est pas admis à ce siège. Il sert comme receveur des postes de La Nouvelle-Orléans, sous l'administration de Rutherford B. Hayes, et comme arpenteur du port de La Nouvelle-Orléans, sous l'administration Benjamin Harrison.
Au moment de sa retraite, il retourne en Ohio ; il meurt et est enterré à Columbus dans le cimetière de Green Lawn,(p382).